# Vesce (Budíškovice)
Vesce je malá vesnice, část obce Budíškovice v okrese Jindřichův Hradec v Jihočeském kraji. Nachází se asi 1,5 kilometru severovýchodně od Budíškovic. Je zde evidováno 39 adres. V roce 2011 zde trvale žilo 92 obyvatel. Pošta Dačice, zdravotní a matriční obvod tamtéž, římskokatolická farnost Horní Slatina. V roce 1850 měla 184 obyvatel, katastr obce měl výměru 380 hektarů. V současné době má 42 domů (je zde evidováno 39 adres) a cca 100 obyvatel.
Vesce leží v katastrálním území Vesce u Dačic o rozloze 3,78 km².

## Název
Tvar Vesce se vyvinul pravidelným hláskovým vývojem ze staršího Vesca (ženského rodu), zdrobněliny obecného ves. Názvy obce v písemných pramenech: 1356 villam dictam Wescze, 1671 Wescže, 1846 Wescze, 1872 Wescze bei Datschitz, Vesce u Dačic, 1885 Wesce, od 1942 Vesce.

## Historie

### Starší dějiny
Ves patřila k Borku a poprvé se uvádí v roku 1356, kdy jí Pešek z Borku prodal za 80 kop gr. Mikuláši a své snaše Anně z Knínic. Roku 1370 Detřich, Smil a Svach, bratři z Knínic, nejprve povolili sestře Dorotě prodat její věnný lán ve Vesci Alexandrovi, faráři v Budči a pak roku 1373 témuž prodali i ves Vesce. Po Alexandrově smrti měla ves připadnout Oldřichovi a Janovi z Heraltic. Oldřich pak prodal ves roku 1385 Mikuláši (Mikeši) z Hobzí prodal Heřmanovi ze Strachonic a Koňasovi z Knínic. Václav z Marejže dostal od svého bratra Jana ze Strachonína, jeho majetek ve Vescích, když zde koupil dvůr s rybníčky od Milosty z Heršic. Roku 1464 se spolčil Václav z Marejže se svými dětmi na ves a poplužní dvůr ve Vesci. Dcerou Václava z Marejže byla Kateřina, která po otci zdědila Vesce a roku 1499 přijala na spolek svého manžela Bohouše ze Zvole. Roku 1539 prodali a roku 1542 zapsali tvrz a ves Třebětice, Vesce, Újezd Lesonice a díl Loukovic Václavu Chroustenskému z Malovar. Ten prodal roku 1547 Třebětice s tvrzí a Vesce Volfovi st. krajíři z Krajku, nejvyššímu purkrabí pražskému k Dačicím. Albrecht Krajíř z Krajku na Dačicích zapsal své manželce Magdaléně z Vřesovic na svém zboží vsi Třeběticích, Vescích a Manešovicích 1 000 kop nad věno. Před rokem 1610 se ves Vesce ale stala součástí budíškovského panství, když byla s dačickým panstvím směněna za pustou ves Zahrádky. Od té doby sdílela s budíškovickým panstvím jeho osudy až do roku 1849.
Podle lánového rejstříku před třicetiletou válkou bylo ve Vescích 12 usedlostí, z toho zůstalo za války obsazeno 7 a 5 zpustlo. Ve Vsi byl 1 láník a 5 pololáníku. Podle tereziánského katastru moravského bylo na rustikálu ve Vescích 384 měr. orné půdy, 6,7 měr. zahrad a 4,3 pastvin. Z luk bylo ročně 32 a čtvrt fůry sena, z rybníků byly 2 kopy štik. Ve vsi bylo 12 sedláků, kteří se 2 voly 6 dnů v týdnu a 1 domkář s pěší robotou 3 dny v týdnu. Na katastru vsi byl vrchnostenský dvůr. Podle vceňovacího operátu žilo roku 1843 ve Vescích 191 obyvatel, z toho 94 mužů a 97 žen ve 28 domech a 41 domácnostech. Z nich se 37 živilo zemědělstvím a 4 živnostmi. Ve vsi bylo 12 pololáníků s 23 a 28 jitry půdy, 3 dominikánské 1 až 9 jitra s 12 domkářů bez půdy. Byl zde vrchnostenský dvůr. Chovalo se zde 55 volů, 41 krav, 17 kusů mladého dobytka a 15 vepřů. Průměrný stav dobytka u větších usedlostí byl 4 voli, 1 kráva, 1 kus mladého dobytka a 1 vepř. Desítky se odváděli panství Budíškovice. Z Vesců se jezdilo na týdenní robotní trhy do Dačic. Ve vsi byl dům pojištěn proti ohni.

### Vývoj obce do konce 20. století
Ve druhé polovině 19. století a v první polovině 20. století se většina obyvatelstva živila zemědělstvím. Živnosti roku 1911: 1 hostinský, 1 kovář, 1 obchodník se smíš. zbožím. K roku 1924 se uvádí dvůr a správa lesního revíru velkostatku Budíškovice Wallisů, živnostmi: 1 kovář a podkovář, 2 obchodníci se smíš. zbožím, 14 hosp. rolníků. Obec byla elektrifikovaná připojením na síť ZME Brno roku 1932.
JZD vzniklo roku 1958, v roce 1963 bylo sloučeno s JZD Budíškovice a roku 1975 do JZD 1. máj Budíškovice. Nyní převládající zaměstnání je zemědělství, v obci jsou dva soukromí zemědělci.

## Přírodní poměry
Obec leží v malém údolí Strážovského potoka, v severním výběžku Jemnické kotliny a před úpatím břehů Slatinských kopců. Nejbližší železniční stanice Dačice. Nadmořská výška 494 metrů.

## Obyvatelstvo
V roce 1882 měla obec 30 domů a 190 obyvatel, roku 1900 30 domů a 175 obyvatel, roku 1921 30 domů a 175 obyvatel, roku 1930 38 domů a 200 obyvatel, roku 1947 40 domů a 185 obyvatel, roku 1950 41 domů a 173 obyvatel, roku 1970 35 domů a 125 obyvatel, roku 1982 32 domů a 97 obyvatel.
| Rok            | 1869 | 1880 | 1890 | 1900 | 1910 | 1921 | 1930 | 1950 | 1961 | 1970 | 1980 | 1991 | 2001 | 2011 | 2021 |
| -------------- | ---- | ---- | ---- | ---- | ---- | ---- | ---- | ---- | ---- | ---- | ---- | ---- | ---- | ---- | ---- |
| Počet obyvatel | 182  | 190  | 156  | 175  | 185  | 175  | 200  | 173  | 150  | 125  | 97   | 96   | 99   | 92   | 86   |
| Počet domů     | 28   | 30   | 30   | 30   | 30   | 30   | 38   | 41   | 39   | 35   | 32   | 34   | 37   | 39   | 38   |

## Obecní správa
Vesce byly samostatnou obcí a do roku 1849 byly součástí panství Budíškovice ve Znojemském kraji. V letech 1850 až 1855 byly podřízeny politické pravomoci Podkrajského úřadu v Dačicích a v rámci soudní správy okresního soudu tamtéž. Po vzniku smíšených okresních úřadů s politickou a soudní pravomocí byly v letech 1855 až 1868 podřízeny okresnímu úřadu v Dačicích. Po roce 1868 byly veřejná správa a soudnictví odděleny, po roce 1919 šlo o okresní správu politickou a od roku 1928 okresní úřad tamtéž, což trvalo až do roku 1945.
Po osvobození v květnu 1945 náležely pod Okresní národní výbor v Dačicích a v jeho rámci od roku 1948 pod nově vzniklý Jihlavský kraj. Toto začlenění trvalo do poloviny roku 1960, kdy po územní reorganizaci byly Vesce s moravským Dačickem začleněny pod správní okres Jindřichův Hradec a Jihočeský kraj, což trvalo do zrušení okresního úřadu v Jindřichově Hradci koncem roku 2002.
Od 1. července 1974 byly Vesce spojeny s obcí Budíškovice. Od roku 2003 spadají pod pověřený městský úřad v Dačicích v samosprávném Jihočeském kraji. V soudní správě náležela obec do poloviny roku 1960 pod Okresní soud v Dačicích, poté pod Okresní soud v Jindřichově Hradci.

## Pečeť
Pečeť o průměru patnáct milimetrů byla používaná v 18. i 19. století má v oválném pečetním poli zobrazenou lodičku a v ní veslující postavu a nad tím kapitálou písmena D a W.

## Spolky
V obci působí sbor dobrovolných hasičů.

## Pamětihodnosti
Na návsi je zvonička a kamenný kříž.

## Galerie

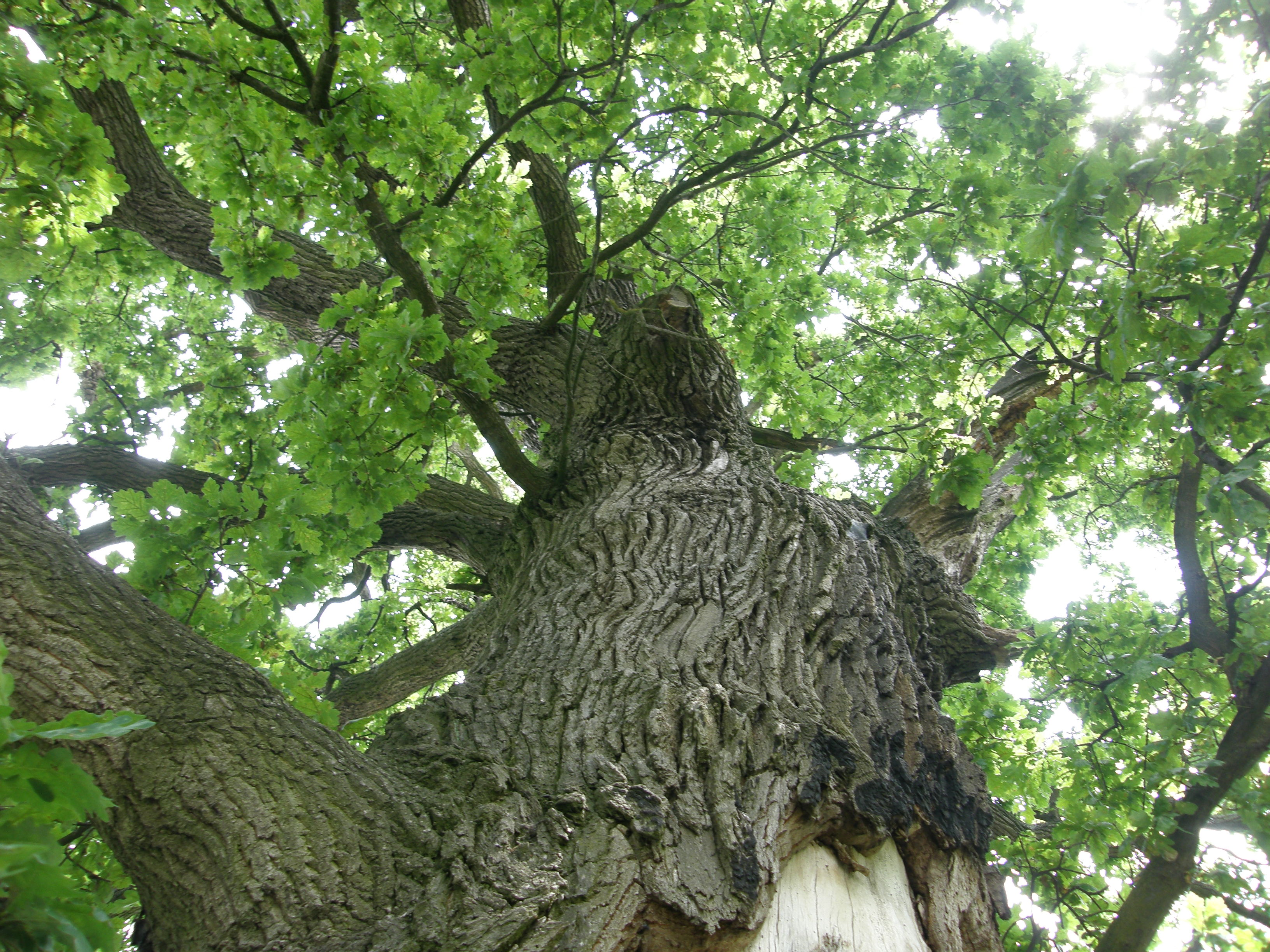
Jeden z památných stromů Vesecké duby
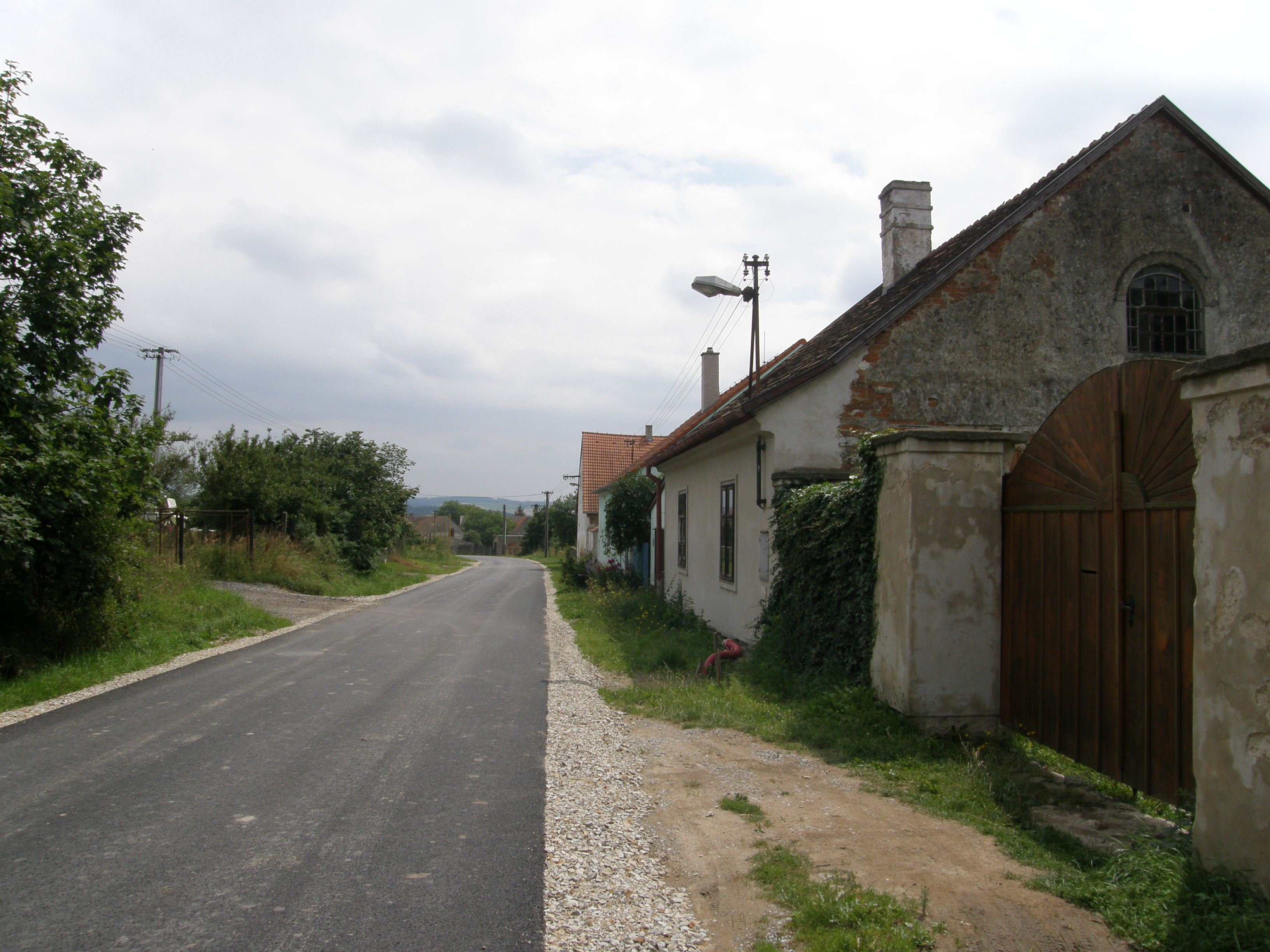
Cesta
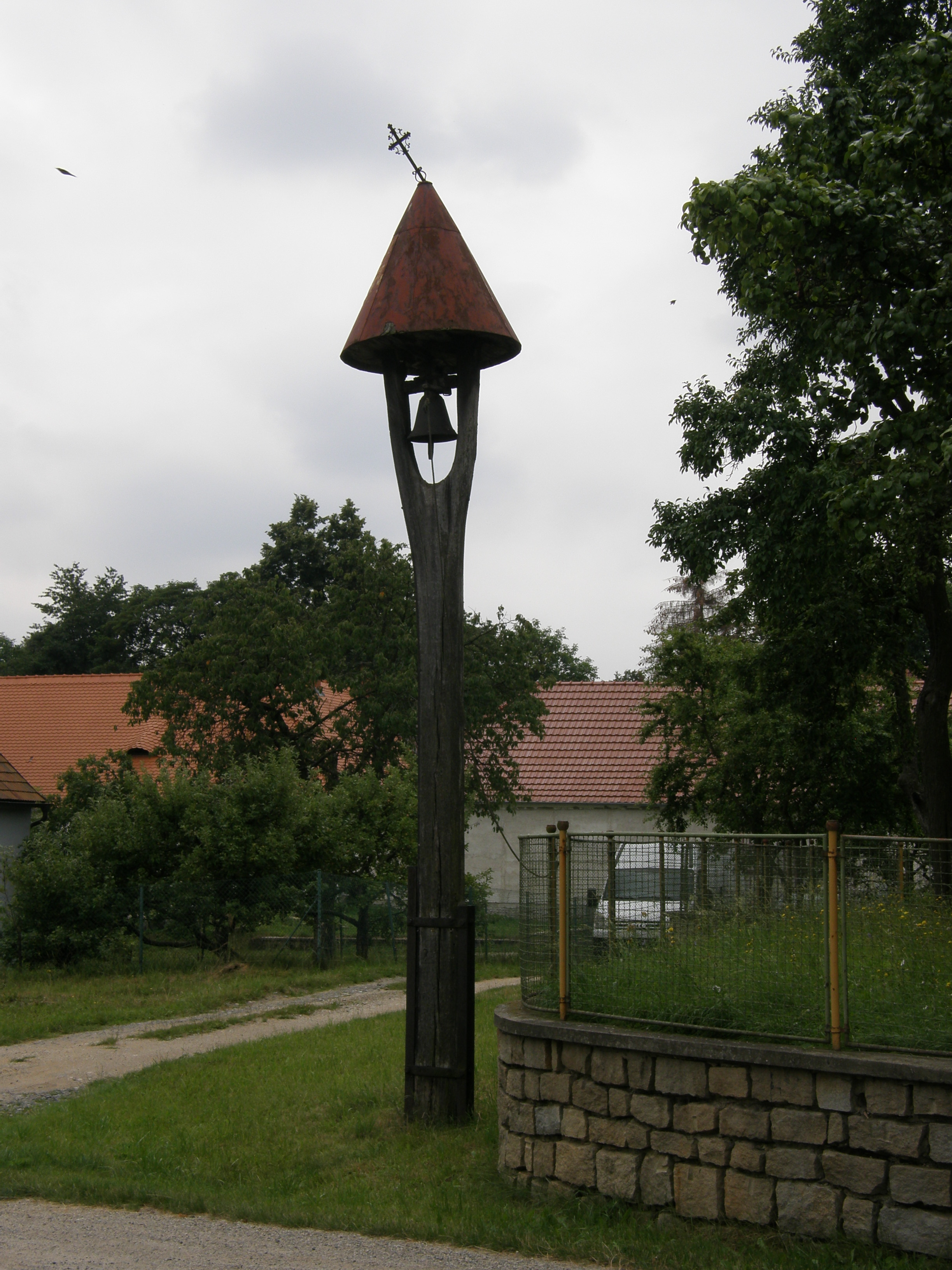
Zvonička